# العلاقات الإسرائيلية الأمريكية
العلاقات الإسرائيلية الأمريكية وهي العلاقات الثنائية بين دولتي الولايات المتحدة وإسرائيل، وهذه العلاقة تعود إلى سنة 1948 عند تأسيس دولة إسرائيل، حيث كانت الولايات المتحدة من أول الدول المعترفة بإسرائيل، والعلاقات بين البلدين هي الأفضل على مر السنوات، حيث قامت الولايات المتحدة بدعم إسرائيل في العدوان الثلاثي في سنة 1956 و حرب 1967 وحرب أكتوبر، وقد قامت الولايات المتحدة بدعم إسرائيل بالمال والسلاح أثناء حروبها ضد الدول العربية، والولايات المتحدة تؤيد معظم خطوات إسرائيل بسبب قوة اللوبي اليهودي في الحكومة الأمريكية حيث تشارك إسرائيل في عدم رغبتها بالاعتراف بدولة فلسطين وهي مع إسرائيل في معاداتها للمشروع النووي الإيراني.
تعتبر المساعدات الأمريكية الخارجية لإسرائيل أحد أهم ركائز العلاقات بين البلدين، فمنذ عام 1985، تلقت إسرائيل حوالي 3 مليارات دولار أمريكية سنوياً من الولايات المتحدة، مما جعل إسرائيل على قائمة الدول المتلقية للمساعدات من أمريكا في الفترة بين 1976 وحتى 2004، كما تعتبر إسرائيل أكثر الدول تلقي للمساعدات الأمريكية منذ الحرب العالمية الثانية إجمالاً بمبلغ يقارب 121 مليار دولار أمريكي (دون حسب فرق قيمة العملة). وتشترط الحكومة الأمريكية صرف 75% من هذه المساعدات على شراء منتجات وخدمات أمريكية فقط. في 2014 وحدها، تلقت إسرائيل حوالي 8 مليارات دولار كمنح أمريكية، وحوالي 3.1 مليار كمساعدات عسكرية.

## التعاون العسكري
التفوق العسكري النوعي (بالإنجليزية: Qualitative Military Edge) واختصارها QME هو أحد مبادئ السياسة الخارجية للولايات المتحدة. حيث تلتزم الولايات المتحدة الأمريكية بالحفاظ على التفوق النوعي العسكري التقني والتكتيكي، وغيرها من الأفضليات لإسرائيل لتسمح لها بردع أي خصم متفوق عدديا. هذه السياسة معرّفة حاليا في القانون الأمريكي.

### دعم الولايات المتحدة لإسرائيل في الحرب بين إسرائيل وحماس عام 2023
في أعقاب الحرب بين إسرائيل وحماس عام 2023 في 7 أكتوبر، بدأت الولايات المتحدة في إرسال سفن حربية وطائرات حربية إلى المنطقة، مستعدة لإعطاء إسرائيل "كل ما تحتاجه". ووعدت بتقديم المزيد من المساعدات العسكرية لإسرائيل، التي تتلقى بالفعل 3.8 مليار دولار من المساعدات العسكرية الأمريكية. وانحازت الولايات المتحدة إلى جانب إسرائيل في رفض القرار غير الملزم الذي أقرته الجمعية العامة للأمم المتحدة في 27 أكتوبر/تشرين الأول، والذي دعا إلى وقف إطلاق النار لأسباب إنسانية للسماح بوصول المساعدات. للوصول إلى غزة. وفي مجلس الأمن الدولي الأكثر نفوذا، استخدمت واشنطن حق النقض (الفيتو) ضد قرار مماثل لهذا القرار في الأسبوع السابق. وفي مارس 2024 كشفت صحيفة واشنطن بوست الأميركية أن الولايات المتحدة أبرمت أكثر من 100 صفقة بيع أسلحة لإسرائيل منذ بدء حرب غزة في السابع من أكتوبر 2023، حيث لم تعلن منها سوى عن صفقتين فقط.

## المنح في سنوات مختلفة
إسرائيل هي أكبر متلق تراكمي للمساعدات الخارجية الأمريكية: حتى فبراير 2022، قدمت الولايات المتحدة لإسرائيل 150 مليار دولار أمريكي (غير معدلة حسب التضخم) في شكل مساعدات ثنائية. وفي عام 1999، وقعت حكومة الولايات المتحدة مذكرة تفاهم التزمت من خلالها بتزويد إسرائيل بما لا يقل عن 2.67 مليار دولار من المساعدات العسكرية سنوياً، على مدى السنوات العشر التالية؛ وفي عام 2009، تم رفع المبلغ السنوي إلى 3 مليارات دولار أمريكي؛ وفي عام 2019، تمت زيادة المبلغ مرة أخرى، ليصل الآن إلى ما لا يقل عن 3.8 مليار دولار أمريكي تلتزم الولايات المتحدة بتقديمها لإسرائيل كل عام.

## دعمًا سياسيًا
بالإضافة إلى المساعدات المالية والعسكرية، تقدم الولايات المتحدة أيضًا دعمًا سياسيًا واسع النطاق لإسرائيل، حيث استخدمت حق النقض في مجلس الأمن التابع للأمم المتحدة 42 مرة ضد قرارات تدين إسرائيل، من إجمالي 83 مرة استخدمت فيها حق النقض على الإطلاق. مستخدم. بين عامي 1991 و2011، من أصل 24 حق النقض الذي استخدمته الولايات المتحدة، تم استخدام 15 منها لحماية إسرائيل.

## إدارات كينيدي وجونسون (1961–1969)
كرئيس، بادر كينيدي إلى إنشاء علاقات أمنية مع إسرائيل، وكان مؤسس التحالف العسكري الأمريكي الإسرائيلي. كينيدي، الذي اعتمد في قراره السياسي على مستشاريه في البيت الأبيض، تجنب وزارة الخارجية لاهتمامها الأكبر بالعالم العربي. وكانت القضية المركزية هي وضع الفلسطينيين المنقسمين بين إسرائيل ومصر والأردن. وبحلول عام 1961، كان هناك 1.2 مليون لاجئ فلسطيني يعيشون في الأردن وسوريا ولبنان ومصر. وعلى الرغم من أن الاتحاد السوفييتي كان يدعم في البداية إنشاء إسرائيل، إلا أنه أصبح الآن خصمًا، ويتطلع إلى العالم العربي لبناء الدعم. وكانت الجمعية العامة للأمم المتحدة بشكل عام معادية لإسرائيل، لكن جميع القرارات كانت تخضع لسلطة الفيتو الأمريكية في مجلس الأمن. وفقا للقانون الدولي، فإن قرارات الجمعية العامة للأمم المتحدة ليست ملزمة قانونا بينما قرارات مجلس الأمن الدولي ملزمة قانونا. وحاول كينيدي أن يكون منصفاً، لكن الضغوط السياسية الداخلية دفعته إلى دعم إسرائيل.
أنهى كينيدي حظر الأسلحة الذي فرضته إدارتا أيزنهاور وترومان على إسرائيل. ووصف حماية إسرائيل بأنها التزام أخلاقي ووطني، وكان أول من أدخل مفهوم "العلاقة الخاصة" (كما وصفها لغولدا مائير) بين الولايات المتحدة وإسرائيل.

في عام 1962، باع الرئيس جون كينيدي لإسرائيل نظام أسلحة رئيسي، وهو صاروخ هوك المضاد للطائرات. يقول البروفيسور أبراهام بن تسفي من جامعة تل أبيب إن البيع نتج عن "حاجة كينيدي إلى الحفاظ على - ويفضل توسيع وترسيخ - قاعدة الدعم اليهودي للإدارة عشية انتخابات الكونجرس في نوفمبر 1962". وبمجرد اتخاذ القرار، أخبر مسؤولو البيت الأبيض زعماء اليهود الأمريكيين بالأمر. ومع ذلك، يرى المؤرخ زاكاري والاس أن السياسة الجديدة كانت مدفوعة في المقام الأول بإعجاب كينيدي بالدولة اليهودية. وهي تستحق الدعم الأميركي من أجل تحقيق الاستقرار في الشرق الأوسط.
حذر كينيدي الحكومة الإسرائيلية من إنتاج المواد النووية في ديمونة، والتي يعتقد أنها يمكن أن تؤدي إلى سباق تسلح نووي في الشرق الأوسط. بعد أن أنكرت الحكومة الإسرائيلية في البداية وجود محطة نووية، صرح ديفيد بن غوريون في خطاب ألقاه أمام الكنيست الإسرائيلي في 21 ديسمبر 1960، أن الغرض من المحطة النووية في بئر السبع هو "البحث في مشاكل المناطق القاحلة". المناطق والنباتات والحيوانات الصحراوية." عندما التقى بن غوريون مع كينيدي في نيويورك، ادعى أن ديمونة، في الوقت الحاضر، يتم تطويرها لتوفير الطاقة النووية لتحلية المياه والأغراض السلمية الأخرى. وفي عام 1962، اتفقت الحكومتان الأمريكية والإسرائيلية على نظام التفتيش السنوي. وعلى الرغم من [اتفاقية] سياسة التفتيش هذه، توصل رودجر ديفيز، مدير مكتب شؤون الشرق الأدنى بوزارة الخارجية، في مارس 1965 إلى أن إسرائيل تقوم بتطوير أسلحة نووية. وذكر أن الموعد المستهدف لإسرائيل لتحقيق القدرة النووية هو 1968-1969.

## إدارة ريغان (1981–1989)
وفي عام 1981، وقع واينبرغر ووزير الدفاع الإسرائيلي أرييل شارون على اتفاقية التعاون الاستراتيجي، مما وضع إطارًا للتشاور والتعاون المستمر لتعزيز الأمن القومي لكلا البلدين. وفي نوفمبر 1983، شكل الجانبان مجموعة سياسية عسكرية مشتركة، تجتمع مرتين سنويًا لتنفيذ معظم بنود تلك الاتفاقية. بدأت المناورات العسكرية الجوية والبحرية المشتركة في يونيو/حزيران 1984، وقامت الولايات المتحدة ببناء منشأتين لمخزون احتياطي الحرب في إسرائيل لتخزين المعدات العسكرية. وعلى الرغم من أنها مخصصة للقوات الأمريكية في الشرق الأوسط، إلا أنه يمكن نقل المعدات للاستخدام الإسرائيلي إذا لزم الأمر.
في عام 1985، دعمت الولايات المتحدة الاستقرار الاقتصادي لإسرائيل من خلال ضمانات قروض بقيمة 1.5 مليار دولار تقريبًا لمدة عامين، وإنشاء منتدى اقتصادي ثنائي أمريكي-إسرائيلي يسمى مجموعة التنمية الاقتصادية الأمريكية-الإسرائيلية المشتركة (JEDG).

## إدارة كلينتون (1993–2001)
حضر الرئيس كلينتون جنازة رئيس الوزراء المغتال اسحق رابين في القدس في تشرين الثاني/نوفمبر 1995. وبعد زيارة قام بها إلى إسرائيل في آذار/مارس 1996، عرض الرئيس كلينتون 100 مليون دولار كمساعدة لأنشطة إسرائيل في مكافحة الإرهاب، و200 مليون دولار أخرى لنشر صواريخ أرو المضادة للصواريخ. حوالي 50 مليون دولار لسلاح الليزر المضاد للصواريخ.

## إدارة جورج دبليو بوش (2001–2009)
في عام 2003، في منتصف الانتفاضة الثانية والانكماش الاقتصادي الحاد في إسرائيل، قدمت الولايات المتحدة لإسرائيل 9 مليارات دولار في شكل ضمانات قروض مشروطة أصبحت متاحة حتى عام 2011 وتم التفاوض عليها كل عام في مجموعة التنمية الاقتصادية المشتركة بين الولايات المتحدة وإسرائيل.

## دولت اوباما (2009-2017)
وفي عام 2009، أصبح أوباما أول رئيس أمريكي يسمح ببيع قنابل خارقة للتحصينات لإسرائيل. وبقيت عملية النقل سرية لتجنب الانطباع بأن الولايات المتحدة كانت تسلح إسرائيل لمهاجمة إيران.

في فبراير/شباط 2011، استخدمت إدارة أوباما حق النقض ضد قرار للأمم المتحدة يعلن أن المستوطنات الإسرائيلية في الضفة الغربية غير قانونية. في عام 2011، مهدت إدارة أوباما الطريق لتطوير وإنتاج نظام الدفاع الصاروخي القبة الحديدية لإسرائيل، حيث ساهمت بمبلغ 235 مليون دولار في تمويله.

## خلال الصراع الإسرائيلي اللبناني عام 2006

### العلاقات العسكرية
في 14 يوليو 2006، مع اندلاع حرب لبنان عام 2006، تم إخطار الكونجرس الأمريكي باحتمال بيع وقود طائرات بقيمة 210 ملايين دولار لإسرائيل. أشارت وكالة التعاون الأمني الدفاعي إلى أن بيع وقود JP-8، في حالة اكتماله، "سيمكن إسرائيل من الحفاظ على القدرة التشغيلية لمخزونها من الطائرات"، وأن "وقود الطائرات سيتم استهلاكه أثناء وجود الطائرة في الخدمة". استخدامها للحفاظ على السلام والأمن في المنطقة". أفادت التقارير في 24 يوليو/تموز أن الولايات المتحدة كانت بصدد تزويد إسرائيل بقنابل "خارقة للتحصينات"، والتي يُزعم أنها ستستخدم لاستهداف زعيم جماعة حزب الله اللبنانية وتدمير خنادقها.